# Saint-Nicolas-de-Sommaire
Saint-Nicolas-de-Sommaire és un municipi francès situat al departament de l'Orne i a la regió de Normandia. L'any 2007 tenia 268 habitants.

## Demografia

### Població
El 2007 la població de fet de Saint-Nicolas-de-Sommaire era de 268 persones. Hi havia 96 famílies de les quals 24 eren unipersonals (8 homes vivint sols i 16 dones vivint soles), 24 parelles sense fills, 44 parelles amb fills i 4 famílies monoparentals amb fills.
La població ha evolucionat segons el següent gràfic:
Habitants censats

### Habitatges
El 2007 hi havia 138 habitatges, 104 eren l'habitatge principal de la família, 24 eren segones residències i 9 estaven desocupats. 135 eren cases i 1 era un apartament. Dels 104 habitatges principals, 84 estaven ocupats pels seus propietaris, 17 estaven llogats i ocupats pels llogaters i 3 estaven cedits a títol gratuït; 5 tenien dues cambres, 19 en tenien tres, 28 en tenien quatre i 52 en tenien cinc o més. 102 habitatges disposaven pel capbaix d'una plaça de pàrquing. A 49 habitatges hi havia un automòbil i a 49 n'hi havia dos o més.

### Piràmide de població
La piràmide de població per edats i sexe el 2009 era:
| Homes | Edats   | Dones |
| ----- | ------- | ----- |
| 0     | 95 o +  | 0     |
| 0     | 90 a 94 | 0     |
| 0     | 85 a 89 | 0     |
| 4     | 80 a 84 | 4     |
| 4     | 75 a 79 | 0     |
| 8     | 70 a 74 | 12    |
| 4     | 65 a 69 | 4     |
| 0     | 60 a 64 | 0     |
| 8     | 55 a 59 | 8     |
| 20    | 50 a 54 | 8     |
| 24    | 45 a 49 | 16    |
| 8     | 40 a 44 | 24    |
| 0     | 35 a 39 | 4     |
| 4     | 30 a 34 | 4     |
| 12    | 25 a 29 | 8     |
| 0     | 20 a 24 | 4     |
| 20    | 15 a 19 | 16    |
| 8     | 10 a 14 | 8     |
| 4     | 5 a 9   | 4     |
| 8     | 0 a 4   | 4     |

## Economia
El 2007 la població en edat de treballar era de 181 persones, 130 eren actives i 51 eren inactives. De les 130 persones actives 123 estaven ocupades (67 homes i 56 dones) i 7 estaven aturades (4 homes i 3 dones). De les 51 persones inactives 17 estaven jubilades, 16 estaven estudiant i 18 estaven classificades com a «altres inactius».

### Ingressos
El 2009 a Saint-Nicolas-de-Sommaire hi havia 102 unitats fiscals que integraven 264 persones, la mediana anual d'ingressos fiscals per persona era de 17.248 €.

### Activitats econòmiques
Dels 8 establiments que hi havia el 2007, 2 eren d'empreses de fabricació d'altres productes industrials, 4 d'empreses de construcció, 1 d'una empresa de transport i 1 d'una empresa immobiliària.
Dels 3 establiments de servei als particulars que hi havia el 2009, 2 eren paletes i 1 lampisteria.
L'any 2000 a Saint-Nicolas-de-Sommaire hi havia 17 explotacions agrícoles que ocupaven un total de 630 hectàrees.

## Poblacions més properes
El següent diagrama mostra les poblacions més properes.